# 900
Năm 900 là một năm trong lịch Julius.

## Mất
- Thiện Hội